# قدرت هوشمند
قدرت هوشمند در مطالعات روابط بین‌الملل، به استفاده ترکیبی از راهبردهای قدرت سخت و قدرت نرم گفته می‌شود.
سوزان ناسل، مدیر اجرایی انجمن قلم آمریکا می‌گوید «قدرت هوشمند» به معنای ترکیب هوشمندانه قدرت سخت و نرم درمقابله با تهدیدات علیه امنیت ملی می‌باشد. ناسل معتقد است که توانایی‌ها و برتری‌های نظامی، اقتصادی، فرهنگی و ایدئولوژیک باید در یک جهت هماهنگ شوند تا برآیند آن تداوم برتری یک کشور را تضمین کند.

## پی‌نوشت‌ها
1. ↑  «نسخه آرشیو شده». بایگانی‌شده از اصلی در ۲۶ آوریل ۲۰۱۶. دریافت‌شده در ۱۵ فوریه ۲۰۱۶.
2. ↑  https://www.foreignaffairs.com/articles/united-states/2004-03-01/smart-power